# Venă tibială posterioară
Anatomic există două vene tibiale posterioare ale membrului inferior . Acestea primesc sânge din venele plantare mediale și laterale și drenează compartimentul posterior al piciorului și suprafața plantară a piciorului până la vena poplitee, care se formează atunci când se unește cu vena tibială anterioară . 
La fel ca majoritatea venelor profunde, venele tibiale posterioare sunt însoțite de o arteră omonimă, artera tibială posterioară, de-a lungul cursului acesteia. 
Primesc cele mai importante vene perforatoare : venele perforatoare Cockett, superioare, mediale și inferioare. 

## Imagini suplimentare

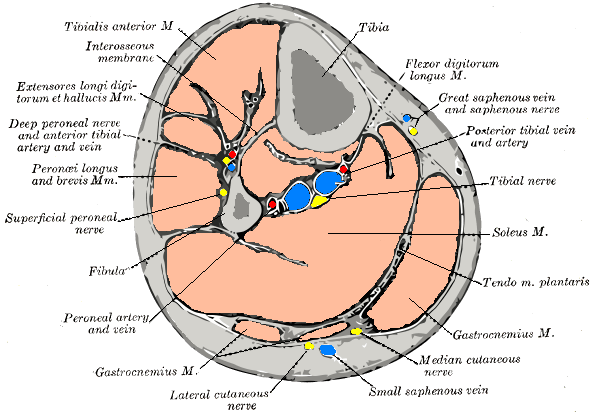
Secțiune transversală prin mijlocul piciorului.